# Carl d'Unker
Carl Henning Lutzow d'Unker, född 3 februari 1828 Stockholm, död 23 juni 1866 Düsseldorf, var en svensk målare. Han var främst genremålare med socialt inriktade samtidsskildringar, väntsalsinteriörer från järnvägsstationer och scener från pantlånekontor.

## Biografi
d'Unkers far var en norsk militär, hans mor svenska. Han började sin bana som militär och hade en kort tid tjänstgjort vid Svea Livgarde, då han 1848 reste som frivillig att delta i Slesvig-holsteinska kriget 1848-49. Han övergav en kort tid efter sin återkomst till Sverige militärbanan och övergick till konstnärskapet. Fick restestipendium av Oscar I 1850 och reste då till Düsseldorf. Han gifte sig där med en förmögen ryska och kunde leva ett ekonomiskt bekymmersfritt liv.  D'Unker var den förste i en lång rad svenska konstnärer som åren 1850-70 studerade i Düsseldorf i Tyskland och blev en mycket uppskattad konstnär på kontinenten. Från 1861 led han av sjukdom i höger arm så han var tvungen att måla med vänster arm. Gjorde ett kortare besök i Sverige 1865, och utnämndes då till professor av Karl XV. Året därpå dog han. d'Unkers finns representerad vid bland annat Kalmar konstmuseum, Nationalmuseum i Stockholm, Norrköpings Konstmuseum och Göteborgs konstmuseum.

## Galleri

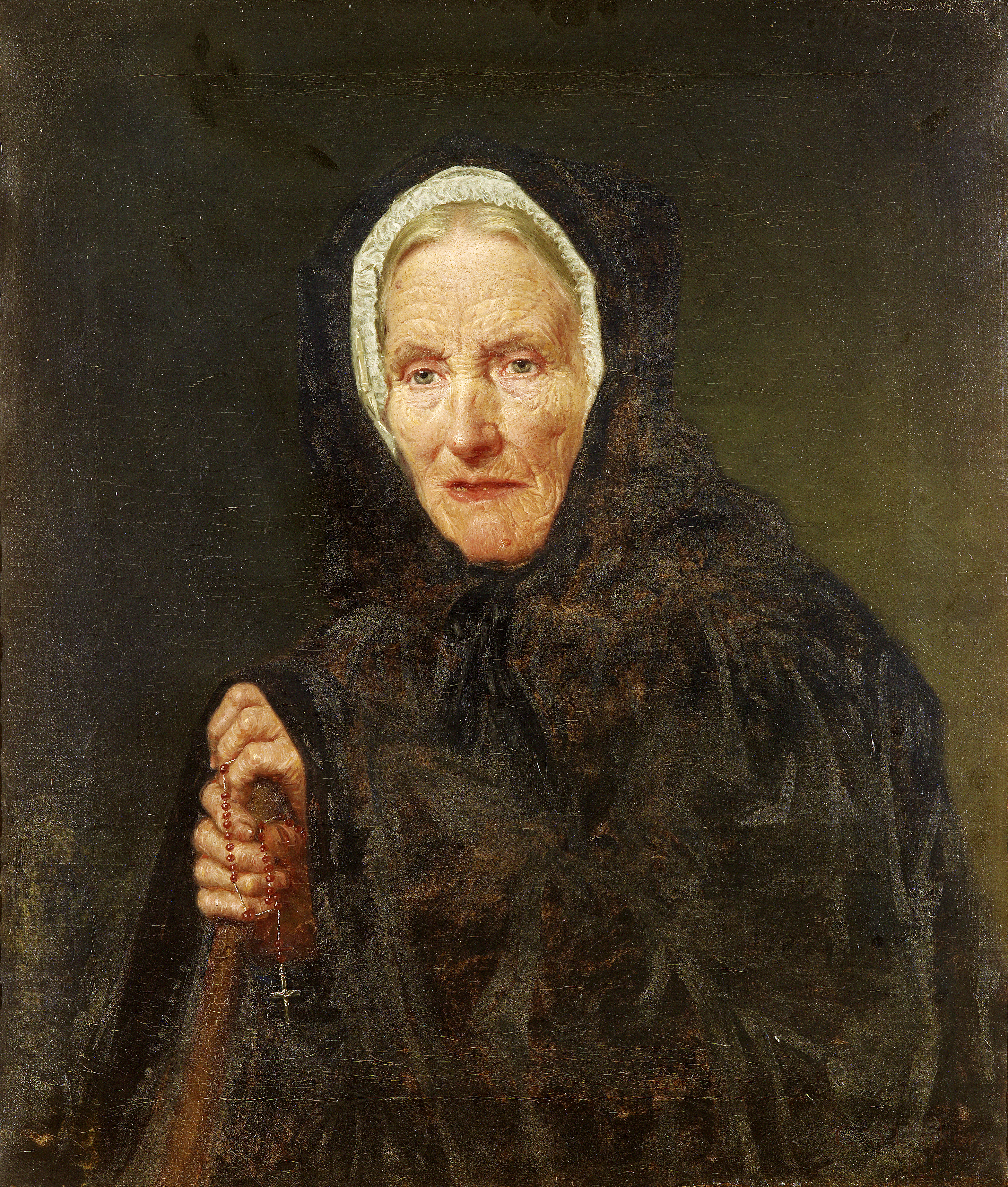
Gumma med radband (1853)
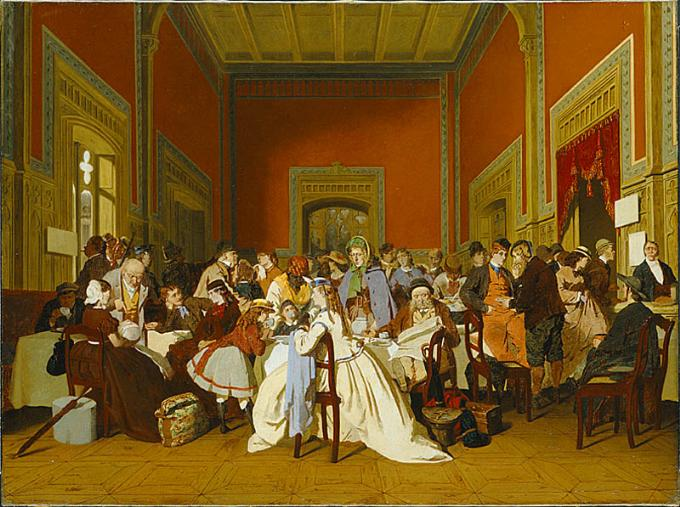
Andra klassens väntsal (ca 1865)
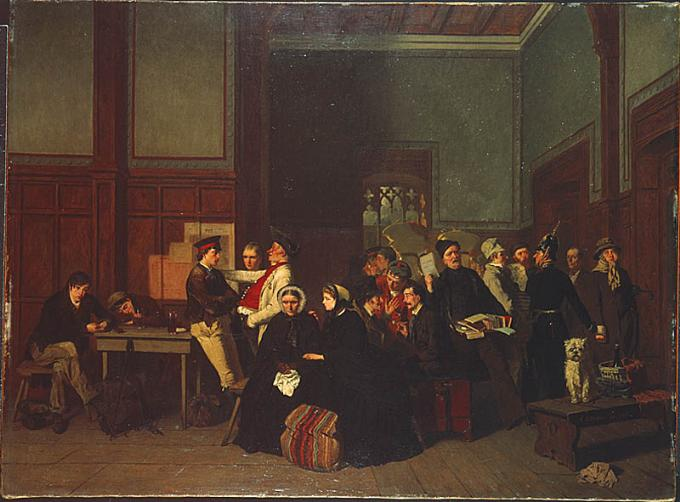
Tredje klassens väntsal II (1865)
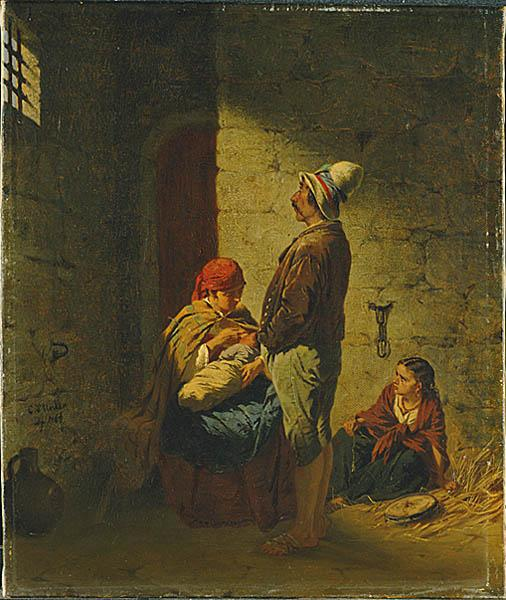
Zigenarfamilj i fängelse (1864)
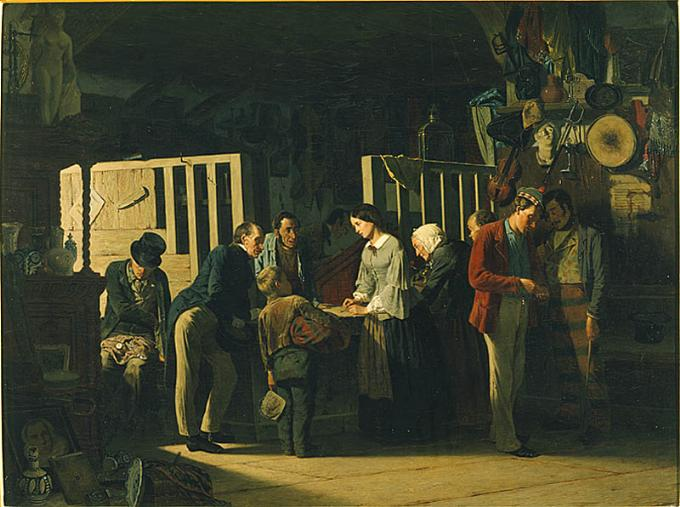
Pantlånekontoret II (1859)
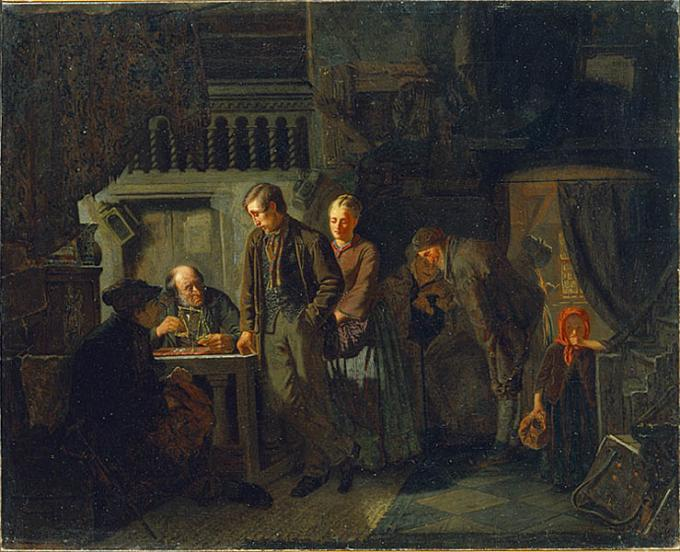
Pantlånekontoret (V). Fri version av målning från 1858 (1860)